# Das Fahrrad
Das Fahrrad ist ein Spielfilm von Evelyn Schmidt nach einem Szenarium von Ernst Wenig  aus dem Jahr 1982. Er zählt zu den wichtigsten realistischen DEFA-Filmen der 1980er-Jahre und zu den wenigen Frauenfilmen, die in der DDR entstanden.

## Handlung

### Ausführliche Handlung
Die alleinerziehende Susanne, die in einer Fabrik an einer Stanzmaschine arbeitet, lernt in einer Disko den Maschinenbauingenieur Thomas Marlow kennen. Der befindet sich gerade im selben Gebäude bei einer Betriebsfeier zu seinen Ehren, wurde er doch gerade zum Leiter für Technik und Produktion seines Betriebs ernannt. Thomas spendiert Susanne ein Getränk und beide kommen sich näher, doch wird Thomas zurück zu seiner Feier gerufen.
Es wird Winter und Susanne hat finanzielle Sorgen. Sie ist mit der Zahlung für die Kindergartenbetreuung ihrer Tochter Jenny im Rückstand und zahlt regelmäßig für eine Versicherung, die sie am liebsten kündigen würde. Ihre monotone Arbeit an der Maschine deprimiert sie und so schmeißt sie eines Tages alles hin. Sie kündigt. Zufällig trifft sie am Folgetag Thomas wieder und erzählt ihm von ihrer Kündigung. Sie versucht die nächsten Tage, eine neue Stelle zu finden, doch hat sie es als ungelernte Arbeiterin ohne Abitur schwer. Verschiedene Stellen kommen aufgrund von Nachtarbeit und unzureichender Kinderbetreuung für Susanne nicht in Frage. In einer Touristeninformationsstelle scheint sie jedoch eine Chance zu kriegen und soll sich beim Betrieb anmelden. In der Nacht erkrankt Jenny und Susanne hat andere Sorgen. Ihr Geld reicht nicht, ihr Ex-Mann weigert sich, ihr das Kindergeld für den nächsten Monat vorzuschießen, sodass sie sich Geld von ihrem Freund Kalle leihen muss. In der Disko schlägt ihr ihre betrunkene Freundin vor, einfach ihr Fahrrad als gestohlen zu melden und von der Versicherung das Geld zu kassieren. Die betrunkene Susanne wird von einem fremden Mann an der Disko abgepasst und erwacht am nächsten Morgen in dessen Wohnung. Sie hat blaue Flecke an den Armen und rennt entsetzt in ihre Wohnung, wo bereits ihre Tochter mit der über den Gang wohnenden Nachbarin Frau Puschkat auf sie wartet. Weinend bricht Susanne zusammen.
Susanne will ihr Leben ändern. Sie versteckt das Fahrrad, gibt es bei der Versicherung als gestohlen an und erhält 450 Mark ausgezahlt. Sie gönnt sich von dem Geld etwas Luxus, darunter eine Büchse Ananas für 12,50 Mark, und kauft sich neue Kleider für die Arbeit in der Touristenbetreuung, wird dort jedoch abgewiesen. Da sie sich nicht zurückgemeldet hatte, wurde die Stelle bereits an einen anderen Bewerber gegeben. Sie fängt nun in einer Brauerei bei der Flaschenkontrolle an. Thomas hatte ihr zuvor eine Stelle in seinem Betrieb angeboten, was sie ablehnte. Ihre Beziehung wird jedoch enger.
Der Frühling kommt und Susanne unternimmt mit ihrer Tochter einen Ausflug per Rad. Auf der Rückfahrt wird sie von einem Polizisten angehalten, weil sie ihren Lenker mit allerlei Pflanzen behängt hat. Der ABV erkennt sie und ihr Rad wieder und ist erstaunt, dass Susanne den Fund des Rades nicht gemeldet hat, da die Polizei natürlich Ermittlungen gegen den Dieb eingeleitet habe. Susanne gibt vor, es vergessen zu haben. Sie wird zur Polizei vorgeladen, wo man ihr erklärt, dass gegen sie ein Verfahren wegen vorsätzlichen Betrugs eröffnet werden wird. Susanne verschweigt alles vor Thomas, der sie in seinen Betrieb aufnimmt. Hier soll sie in der Brigade um Lotti angelernt werden. Auf Thomas’ Vorschlag hin zieht Susanne mit Jenny in seine Wohnung, bricht jedoch nach einem Alptraum zusammen. Sie gesteht ihm das Verfahren um das Fahrrad und Thomas reagiert gereizt, da seine Stellung im Betrieb nun gefährdet ist, habe er doch Susanne in die Brigade gebracht. Es kommt zu einem ersten Bruch zwischen Susanne und Thomas. Er will ihr jedoch helfen und den Fall vom Gericht an die Konfliktkommission des Betriebes übergeben lassen. Immer öfter kommt es zum Streit mit Thomas, der auch im Betrieb Probleme wegen seiner fortschrittlichen Methoden hat. Als er ihr vorwirft, undankbar zu sein, da er alles für sie getan habe, und sie fragt, was sie je geleistet hat, erwidert sie, dass sie Jenny erzogen habe. Seine Reaktion, dass Jenny später sowieso nur klauen wird, lässt Susanne die Beziehung beenden. Sie zieht aus Thomas’ Wohnung aus und zurück in ihren Altbau. Frau Puschkats Wohnung ist verwaist.
Thomas und Susanne grüßen sich noch im Betrieb, behandeln sich jedoch als Kollegen. Eines Tages sieht Thomas Susanne und Jenny: Susanne lässt das Kindergartenkind Jenny auf ihrem großen Damenrad fahren und ist begeistert, als Jenny das scheinbar Unmögliche schafft.

### Kurzfassungen
"[Susanne hat]  eine Tochter, eine doofe Arbeit, einen Kindsvater, der mit dem Unterhalt knausert. Dass die Produktionsmittel nicht dem privatwirtschaftlichen Profit dienen, schützt sie nicht davor, von ihrer Arbeit entfremdet zu sein: Stupides Charlie-Chaplin-Beschäftigung an einer Metallausschneidemaschine. Abends geht sie in den Musikclub, da hängen die Gammler rum und hören merkwürdige Musik. 
Oben drüber, im edleren Teil, da ist eine Firmenfeier zugange. Thomas wurde befördert. Ihre Blicke treffen sich. Und er steigt zu ihr hinab. Wirbt um sie. Ist für sie alsbald das größte Glück auf Erden. Zuvor aber, da war diese Dummheit: Im Suff ausgebaldowert, dann, wegen fehlendem Geld und kranker Tochter ausgeführt: Das Fahrrad als gestohlen melden. Und damit die Versicherung um 450 Mark betrügen. (...)  Susanne legt die Arbeit nieder und geht lautstark: »Macht doch euren Dreck alleine!« Sie ist stark – und doch ganz schwach, im Zusammensein mit Thomas zeigt sich das. Immer wieder Streit, weil sie Zurückweisung befürchtet, bis hin zur Hysterie. Selbstwertgefühl schwer verletzt, da müssen tiefe alte Wunden sein in der Seele. (...) 
Thomas nimmt sie auf, bei sich zuhause: Wollen wir nicht zusammenziehen? Geht doch ganz schnell, bei deinen wenigen Sachen! Den LKW krieg ich aus dem Betrieb… Es ist verliebter Überschwang und der Versuch, eine tiefere Beziehung zu finden. Er findet Arbeit in seiner Firma für sie, er stabilisiert ihr Leben. Und er wird selbstgerecht. Und sie wird stark. Weil sie merkt: Aus ihrem Schlamassel muss und kann sie selbst rauskommen. Aus der Betrugsgeschichte genauso wie aus der asymmetrischen Beziehung. Am Schluss lacht sie, und ihre Tochter fährt Fahrrad."

## Entstehung
Evelyn Schmidt war Meisterschülerin des Regisseurs Konrad Wolf in Babelsberg. Ihr Studienabschlussfilm  Lasset die Kindlein... wurde ausgezeichnet und ihr  Spielfilmdebüt Seitensprung von 1980 auf den Filmfestspielen in West-Berlin im Forum des jungen Films gezeigt.
In ihrem zweiten Spielfilm Das Fahrrad arbeitete sie dann wieder mit der Dramaturgin Erika Richter und erstmals mit dem erfolgreichen Kameramann Roland Dressel zusammen (deren vorheriger Film Jadup und Boel einige Monate später verboten wurde).
Die Dreharbeiten fanden vom 24. Februar bis 25. Mai 1981 überwiegend in Halle an der Saale statt, die letzte Szene am Altmarkt mit dem markanten Eselsbrunnen.
Die erste Abnahme im DEFA-Studio im Sommer war noch positiv, der Film erhielt im September die staatliche Zulassung. Nach einem kritischen Brief im SED-Zentralorgan Neues Deutschland im November 1981 (Vater-Brief), in dem von den Filmschaffenden der DDR gefordert wurde, die Gegenwart positiver darzustellen, änderte sich auch  die Stimmung zu dem Film von Evelyn Schmidt langsam.
Bei der Jahres-Pressekonferenz der DEFA im Januar 1982 wurde sie schon stärker kritisiert. 
Der Film erlebte dennoch am 22. Juli 1982 im Filmtheater Colosseum in Berlin seine Premiere (aber nicht in den wichtigsten Uraufführungskinos Kosmos oder International). Er wurde nicht verboten, wie kurz zuvor Jadup und Boel, wahrscheinlich, um ein größeres Aufsehen zu vermeiden. Es gab aber nur fünf Kopien des Progress-Filmverleih für die Aufführungen in einigen Kinos ab dem nächsten Tag.

## Reaktionen

### Erste Reaktionen in der DDR
In der DDR wurde der Film fast einhellig kritisiert. Vor allem das Abweichen der Protagonistin Susanne vom Idealbild der positiv arbeitenden Frau und Mutter wurde bemängelt, auch ihre  Einstellung zur Arbeit und ihre Unfähigkeit, ihren Alltag einigermaßen geordnet zu gestalten. 
Der Filmkritiker Horst Knietzsch bezeichnete den Film im Neuen Deutschland als Mißlungen. Die Titelheldin sei zu mager  und ein bisschen asozial. Dem folgten dann alle weiteren Rezensionen in der DDR.

In der wichtigsten Filmzeitschrift Film und Fernsehen wurde ihm vorgeworfen, er besitze 

„zu wenig Ansatzpunkte zur Verallgemeinerung. (...)  Anstöße zum Weiterdenken sind zu wenig vorhanden (...) Es ist darüber nachzudenken, mit welchen Mitteln im Film ‚Widrigkeiten des Lebens‘ ausgedrückt werden: Ein Topf mit kochender Wäsche gerät schon zur Katastrophe, eine Stanze in der Fabrik zur unzumutbaren Fessel. Normale Arbeit also bildet den Anlaß für Verzweiflungsausbrüche der Heldin. Für wie viele Zuschauer wird Alltag auf diese Weise zu unzumutbarer Bürde erklärt“

Die Publizistin Renate Holland-Moritz kritisierte, dass die Hintergründe für Susannes gesellschaftliche Lage im Dunkeln bleiben. Sie sei „ein auf ungeklärte Weise innerlich zerrissener, kaputter Typ“ und ein „verbogene[s], unreife[s] Geschöpf“. Dieser Film sei „nichts als eine müde Artikulation muffligen Unbehagens an der Gesellschaft.“ In weiteren Kritiken hieß es, die Unzulänglichkeiten des Films seien auf das Drehbuch zurückzuführen. Wie ihr Hintergrund sei auch die Aussage des Films unklar. Lediglich der Kameramann Roland Dressel wurde für seine Bilder durchweg gelobt. 
Der Film durfte nicht ins Ausland exportiert werden und nicht auf Festivals in Wien und London, aufgeführt werden. Die Hauptdarstellerin Heidemarie Schneider erhielt nie wieder eine Hauptrolle in einem DEFA-Film.

### Weitere Reaktionen bis 1990
Westdeutsche Rezensionen waren dagegen positiv. Die Frankfurter Rundschau nannte Das Fahrrad im November 1981 

„ein Plädoyer für scheinbare Randfiguren der Gesellschaft, [der Film] stellt die Qualität menschlicher Beziehungen über reines Leistungsdenken.“

 Am 2. Juli 1985 wurde er im Zweiten Deutschen Fernsehen (ZDF) in der Reihe Filme von Frauen gezeigt.
Später änderte sich auch in der DDR die Bewertung. Auf dem V. Kongress der Film- und Fernsehschaffenden der DDR 1988 wurde Das Fahrrad nun „als eine der konsequentesten Arbeiten des Nachwuchses“ bezeichnet. Am  23. Januar 1990 wurde er erstmals im Fernsehen der DDR (DFF 1) gezeigt.

### Spätere Rezensionen und Ehrungen
Danach wurde der Film durchweg positiv bewertet.
Elke Schieber schrieb 1994, er gehöre zu den Frauenfilmen der DDR, in denen „das Thema Selbstfindung und Emanzipation der Frau in der Gesellschaft des real existierenden Sozialismus ziemlich unumwunden in Erscheinung tritt“. Im Großen Lexikon der DEFA-Spielfilme wurde er 2000 als einer „der wichtigsten realistischen [DEFA]-Filme der achtziger Jahre“ bezeichnet.
 

Im film-dienst hieß es, der Film sei ein 

„feinfühliges Frauenporträt, im filmischen Erzählduktus herb und in seiner Sozialkritik an das polnische ‚Kino der moralischen Unruhe‘ erinnernd. Bemerkenswert die von Sympathie getragene Darstellung einer ‚arbeitsunlustigen‘ Außenseiterin und die kompromisslos ungeschönte Schilderung des DDR-Alltags.“

Im epd-Film schrieb Harald Mühlbeyer 2019, die Regisseurin greife 

„so etwas wie ein Tabuthema der DDR auf: Dass es im Arbeiter- und Bauernstaat eben doch innerhalb der hochbeschworenen Arbeiterklasse verschiedene Schichten gibt. Nämlich auch die, die's nicht auf die Reihe kriegen, die unten sind, die arm sind und ungelernt und denen alles zuviel wird. (...) Insbesondere die Protagonistin habe nicht dem Frauenbild der DEFA und der Partei entsprochen – zumindest dem, das die Männer so vor sich hatten. Susanne legt die Arbeit nieder und geht lautstark: »Macht doch euren Dreck alleine!« Sie ist stark – und doch ganz schwach (...) Selbstwertgefühl schwer verletzt, da müssen tiefe alte Wunden sein in der Seele. Grandios bringt Darstellerin Heidemarie Schneider das rüber, was überhaupt nie aus- oder gar angesprochen wird. (...)“

2005 wurde Das Fahrrad im Museum of Modern Art in New York in der Reihe Rebels with a cause mit zehn weiteren DEFA-Filmen gezeigt. 2022 wurde er in den Boulevard des Films in Potsdam aufgenommen.
Das Fahrrad  wird auch in der Gegenwart wiederholt auf Festivals  und zu anderen Anlässen gezeigt.